# Chatuzange-le-Goubet
Chatuzange-le-Goubet – miejscowość i gmina we Francji, w regionie Owernia-Rodan-Alpy, w departamencie Drôme.
Według danych na rok 1990 gminę zamieszkiwało 3619 osób, a gęstość zaludnienia wynosiła 128 osób/km² (wśród 2880 gmin regionu Rodan-Alpy Chatuzange-le-Goubet plasuje się na 245. miejscu pod względem liczby ludności, natomiast pod względem powierzchni na miejscu 260.).
Przez gminę przepływa rzeka Isère. 